# Conférence de Bonn de 2017 sur les changements climatiques
La Conférence de Bonn de 2017 sur le climat est une conférence sur le réchauffement climatique qui a lieu à Bonn en novembre 2017. Elle est la 23e des conférences annuelles (COP 23) de la Convention-cadre des Nations unies sur les changements climatiques.
La COP23, organisée par les îles Fidji (mais tenue à Bonn pour des raisons logistiques), se déroule du 6 au 17 novembre 2017, non loin du campus des Nations unies et du parc Rheinaue (de).

## Objectif
D'après les accords sur le climat, décidés à Paris en 2015, tous les signataires se sont engagés à limiter le réchauffement climatique à moins de 2  degrés Celsius. Toutefois, aucune réglementation concrète n'a été arrêtée pour l'atteinte de cet objectif.
La COP 23 a pour mission de travailler à des propositions de textes, conduisant à l'élaboration de ces règles. Selon plusieurs acteurs, aucune grande décision ne doit être prise mais il s'agit plutôt de continuer à mettre en place les actions nécessaires pour atteindre les objectifs précédemment fixés.
Le recueil de règles doit être publié lors de la prochaine conférence sur le climat à Katowice (Pologne), en automne 2018.

## Manifestations

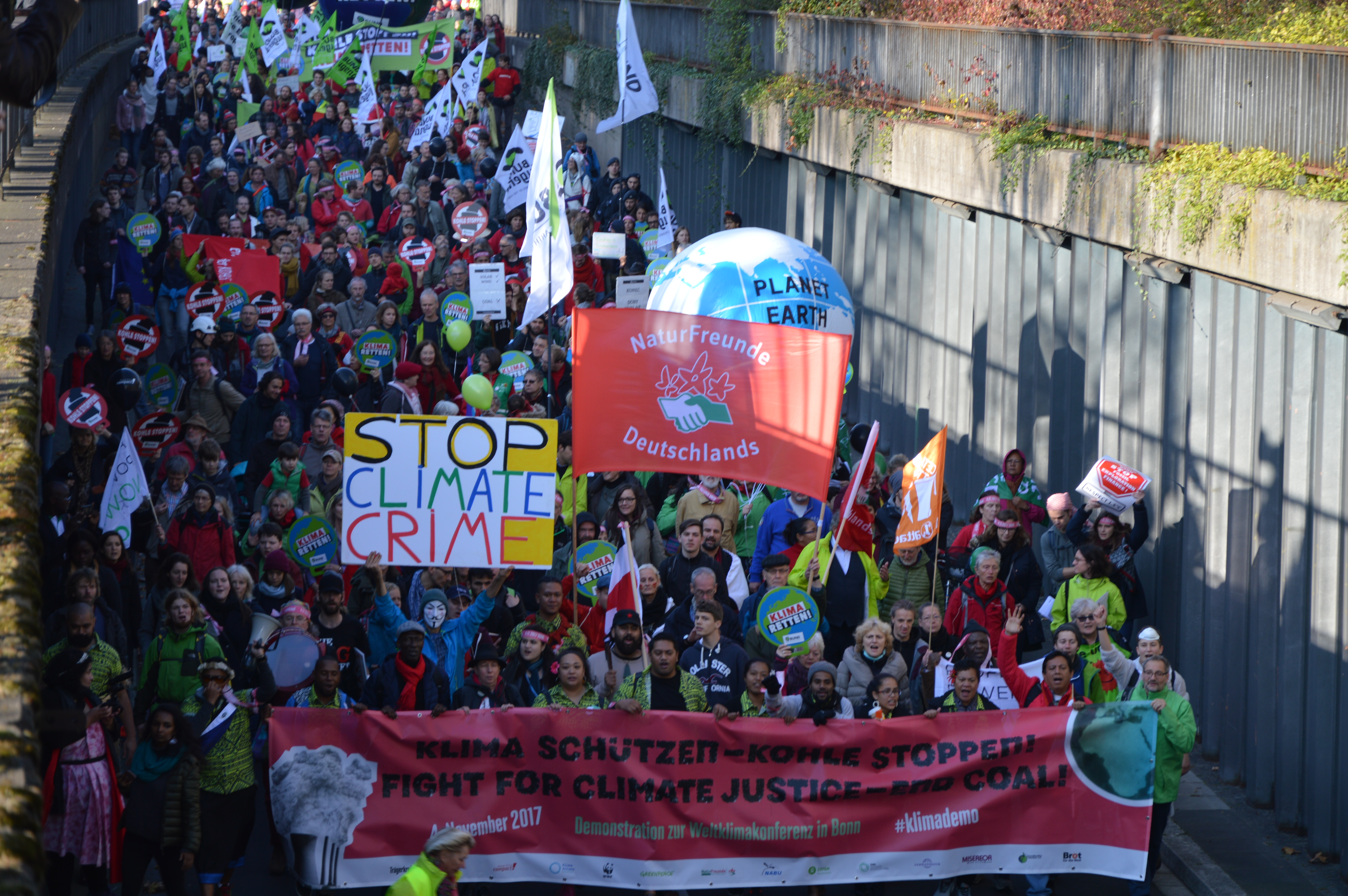
Manifestation 4 novembre à Bonn

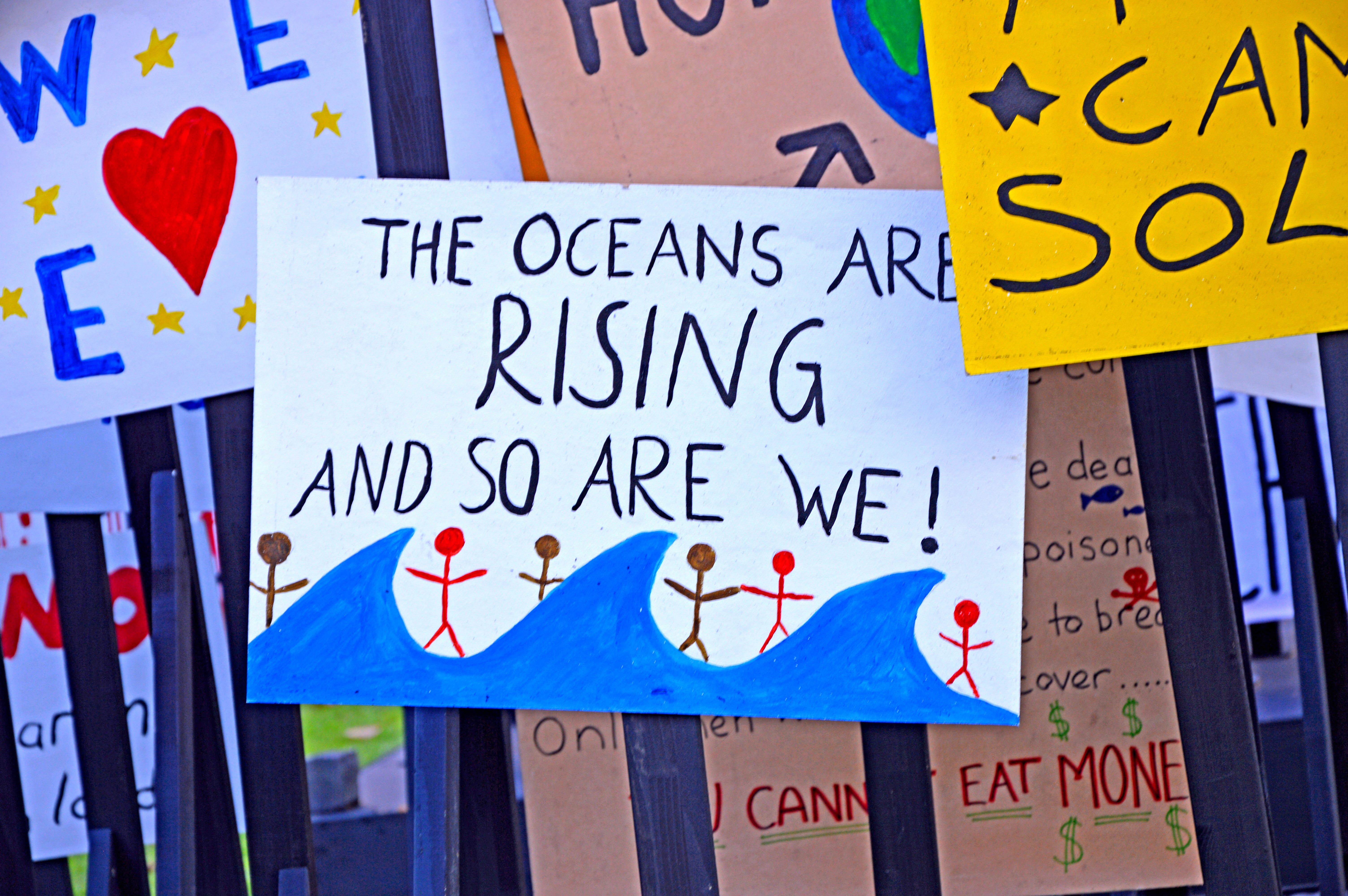
Une affiche du théatre de Bonn à l'occasion de la conférence. Novembre 2017.

Des manifestations s'élèvent principalement contre le caractère non coercitif des décisions prises à Paris en 2015.
Environ 1 000 cyclistes ont manifesté le samedi 4 novembre pour la protection du climat, en parcourant la route Bundesstraße 9 de Cologne à Bonn.
Environ 10 000 personnes (d'après la police) ou 25 000 (d'après les organisateurs) se sont rassemblées sur la place centrale Münsterplatz à Bonn. Ils manifestaient contre le fait que même après 22 conférences des Nations unies aucune décision contraignante n'avait encore été prise.